# ルー・バーデット
セルバ・ルイス・バーデット・ジュニア（Selva Lewis Burdette, Jr.、1926年11月22日 - 2007年2月6日）は、アメリカ合衆国ウェストバージニア州ニトロ出身のプロ野球選手（投手）である。

## 概要
主にボストン・ブレーブス、ミルウォーキー・ブレーブスでプレーした右投の先発投手。ミルウォーキー・ブレーブス在籍時代にチーム内でトップの右腕投手としてチームを牽引し、1957年のワールドシリーズでチームを43年ぶりの優勝に導き、ワールドシリーズ最優秀選手賞に選ばれた。技巧派投手であり、9イニング当たりの通算平均四球数は1.84で、1920年以降の3000投球回以上を投げた投手の中でロビン・ロバーツ（1.73）、グレッグ・マダックス（1.80）、カール・ハッベル（1.82）、フアン・マリシャル（1.82）に次ぐ成績である。

## 経歴
アメリカ合衆国ウェストバージニア州ニトロに生まれる。1947年にニューヨーク・ヤンキースと契約し、1950年9月に2度救援登板したのち、1951年8月に4度シーズン20勝を挙げたジョニー・セインとの交換トレードでボストン・ブレーブスに移籍。移籍以降、左腕のウォーレン・スパーン、右腕のボブ・ブールとともにMLBでも屈指の先発ローテーションを形成し、1953年から1961年までの間にシーズン15勝を8度記録し、1956年にはナショナル・リーグ最優秀防御率を受賞。ミルウォーキー・ブレーブスがニューヨーク・ヤンキースに勝利した1957年のワールドシリーズでは、第1戦と第4戦で先発を務めたウォーレン・スパーンがインフルエンザに罹患したため、中2日で第7戦の先発を務め、37年ぶりにシリーズ3試合完投を達成し、さらに1905年にクリスティ・マシューソンが達成して以来の2度の完封（第5戦と第7戦）を達成した。しかし、1958年のワールドシリーズではヤンキースは先発した3試合中2試合で勝利した。第2戦では、初回にミッキー・マントルを敬遠した。最後の1試合は再び中2日での先発登板であり、これに対し監督のフレッド・ヘイニーは広く批判された。 結果的に、最終戦でバーデットはヤンキースに打ち崩され、18度目の世界一を許した。バーデットは、1958年に20勝を挙げ、1959年にはスパーンと並んでナショナル・リーグトップとなる21勝を挙げたほか、1956年と1960年に19勝、1961年には18勝、1957年には17勝を挙げた。
1959年5月26日にピッツバーグ・パイレーツのハービー・ハディックスが12回までを完全に抑えるも、13回に失点を喫した際、先発したバーデットは12安打を許しながらも1-0で完封勝利した（ハービー・ハディックスの完全試合未遂）。 オフには、「私は史上最高の投手だ。野球史上最高の投球でも私を倒すには十分でなかった。だから、私が最強にならなければならないんだ!」といったジョークを言った。
1960年8月18日にミルウォーキー・カウンティ・スタジアムで行われたフィラデルフィア・フィリーズ戦でデル・クランドールとバッテリーを組み、5回に死球で出塁した唯一の打者トニー・ゴンザレスは併殺打によりアウトとなり、打者27人でのノーヒットノーランを達成。8回表に自身で二塁打を放った後、次打者ビル・ブルトンの適時二塁打でこの試合唯一の得点のホームを踏んだ。ノーヒットノーランを達成した5日後には、3試合連続となる完封を達成した。
1963年にセントルイス・カージナルスにトレードされ、1964年までプレー。1964年にシカゴ・カブス、1965年にフィラデルフィア・フィリーズに、1966年にはカリフォルニア・エンゼルスに移籍し、1967年に引退するまで同チームのリリーフ投手として活躍した。

### キャリア統計
18年間の選手生活で通算3067投球回を投げて防御率3.66、203勝144敗、1074奪三振、158完投で33完封を記録した。2度のMLBオールスターゲームで7回1失点を記録し、1956年には防御率2.70でナショナル・リーグ最優秀防御率のタイトルを獲得。1シーズン20勝も2度記録し、ナショナル・リーグの1シーズン完封数も2度トップとなった。また、上に示した防御率や完封のほか、勝利数、投球回、完投でもそれぞれ1回ずつトップとなっている。ブレーブスにおける勝利、試合数、投球回の合計は球団史上ウォーレン・スパーン、キッド・ニコルズに次ぐ。1958年8月に7勝1敗、防御率1.89、38奪三振の成績を残し、ナショナル・リーグプレイヤー・オブ・ザ・マンスを受賞。打者としては、通算で打率.183（1011打数185安打）、75安打、12本塁打、75打点の成績を残した。そのうち、最初の2本塁打は1957年の同じ試合で生まれ、その後の試合でも2本塁打を記録した試合が2試合あった。1958年のワールドシリーズ第2戦でも本塁打を放ち、1940年のバッキー・ウォルターズ以来のワールドシリーズで本塁打を打った投手となった。

## 選手としての特徴
バーデットは非常に落ち着きがなく、投球前に常に体を掻いたり、ユニフォームを弄ったりしていた。指を唇に当てたり、額の汗を拭いたりする動作を頻繁に繰り返すことがあるため、現役当時には禁止されていたスピットボールを行っているという噂が広まった。1957年のシーズン第2戦の終了後、当時のシンシナティ・レッズの監督バーディー・テベッツは、バーデットを「イカサマをするスピットボーラー」と呼び、当時のレッドレッグスのGMゲーブ・ポールは、ナショナル・リーグに正式な抗議を申し立てた。当時のナショナル・リーグ会長ウォーレン・ジャイルズは、ボールに水分が移らない限りは投手が手を濡らしても問題ないとする声明を発表し、「審判員や誰かがバーデットがスピットボールを行っている証拠を提示するまで、私は何もしない」と述べた。「それ（スピットボール）は私が持っている中で最高の球だが、私はそれを投げない」と話した。しかし、噂は消えなかった。この噂についてドン・ホークは「スピットボールから水が飛ぶのを一度だけ見たことがあるが、その球を投げたのはバーデットだった」と語った。スポーティングニュースは1967年に「バーデットほどスピットボールに関して論争を巻き起こした投手は他にいないだろう」と書いた。ニューヨーク・タイムズのスポーツライター、レッド・スミスは、「バーデットには3つの成績があるはずだ。勝利、敗北、そして相対湿度だ」と書いた。バーデット自身もこの報道に対し、「彼らがボールの乾いた側を打つようになった」ために引退したと述べている。

## 引退後・人物
引退後、フロリダスポーツ殿堂入りを果たした。2007年2月6日、フロリダ州ウィンターガーデンにおいて、肺癌のため80歳で亡くなる。
1958年には、アメリカで放送された「Leave It to Beaver」内でバーデットについて言及された。「ルー・バーデットが本塁打を放ち、ミルウォーキーが7対1でリードしている」という文字が、校長からビーバーの両親に宛てた手紙を映した数フレームの中に短時間表示されている。バーデットは1958年に、A面に「Three Strikes and You're Out」、B面に「Mary Lou」という2つのロカビリーの曲もリリースした。
バーデットの孫、ノーラン・フォンタナもロサンゼルス・エンゼルスでプレーしたプロ野球選手である。

## 主な記録など
- MLBオールスターゲーム出場：2回（1957年、1959年）
- サイ・ヤング賞投票3位（1958年）
- ナショナル・リーグ最多勝利（1959年）
- ナショナル・リーグ最多先発登板（1959年）
- ナショナル・リーグリーグ最多完投（1960年）
- ナショナル・リーグ最多完封：2回（1956年、1959年）
- リーグ勝利数トップ4：5回（1956年 - 1958年、1960年、1961年）
- ワールドシリーズMVP（1957年）
- プレイヤー・オブ・ザ・マンス（1958年8月）